# Jamansu
Jamansu (ros. Ямансу) – wieś w Rosji, w Dagestanie, w rejonie nowolackim. W 2010 liczyła 781 mieszkańców, głównie Czeczenów.